# Нікітське (Мединський район)
Нікітське (рос. Никитское) — село в Мединському районі Калузької області Російської Федерації.
Населення становить 245 осіб. Входить до складу муніципального утворення Село Нікітське.

## Історія
Від 2004 року входить до складу муніципального утворення Село Нікітське.

## Населення
| 2002 | 2007 | 2010 |
| ---- | ---- | ---- |
| 340  | ↗342 | ↘245 |